# مارجوري غوثري
مارجوري غوثري (بالإنجليزية: Marjorie Guthrie)‏ هي راقصة أمريكية، ولدت في 6 أكتوبر 1917 في اتلانتيك سيتي في الولايات المتحدة، وتوفيت في 13 مارس 1983.

## وصلات خارجية
- مارجوري غوثري على موقع ميوزك برينز (الإنجليزية)